# Кузнецов, Михаил Сергеевич (историк)
Михаи́л Серге́евич Кузнецо́в (1922—2015) — советский и российский историк, доктор исторических наук (1974), профессор, специалист по истории культурного строительства в Западной Сибири и на Дальнем Востоке, заведующий кафедрой истории КПСС (политической истории) естественных факультетов ТГУ (1973—1992), профессор кафедры истории России ТГУ, заслуженный деятель науки РСФСР, действительный член Российской Академии гуманитарных наук, участник Великой Отечественной войны.

## Биография
Родился с. Кольцово Калачинского уезда Омской области в семье зажиточных крестьян Сергея Ивановича (1891–1930) и Варвары Макаровны (1893–1964) Кузнецовых; в 1929 году родители были раскулачены. В 1938 году после окончания Инкинской неполной средней школы (Колпашевского района) поступил в Томскую фельдшерско-акушерскую школу, которую окончил с отличием в 1941 г. В июле 1941 года добровольцем ушел на фронт. Лейтенант медицинской службы М. С. Кузнецов воевал на Резервном, Западном и Калининском фронтах. В октябре 1941 г. получил тяжелое ранение, после которого 4 месяца провел в госпиталях, получил инвалидность и был комиссован.
В 1942—1943 годах учился на историческом факультете Новосибирского педагогического института. В 1943 году перевелся на исторический факультет Томского государственного педагогического института, который окончил с отличием в 1946 году. В 1945—1946 годах преподавал на заочном отделении ТГПИ. В дальнейшем долгие годы был председателем государственной экзаменационной комиссии в своей альма-матер.
В 1946—1949 годах работал инструктором обкома ВЛКСМ, член ВКП(б) с 1948 года. С сентября 1959 года на педагогической работе в ТГУ: ассистент, с 1 января 1961 г. — старший преподаватель, с 14 июля 1961 г. — доцент (утверждено ВАК 14 октября 1964), с 1 сентября 1971 г. — старший научный сотрудник (докторант), с 1 сентября 1973 г. с доцент, с 26 сентября того же года — профессор кафедры истории КПСС (утверждено ВАК 14 ноября 1975). 11 февраля 1959 года в совете при ТГУ защитил кандидатскую диссертацию «Культурное строительство на советском Дальнем Востоке в восстановительный период (1922—1925)» (научный руководитель И. М. Разгон; официальные оппоненты К. П. Ярошевский и В. С. Флёров; утверждено ВАК 10 июня 1959).
21 сентября 1973 года в совете по присуждению ученых степеней по историческим, филологическим и философским наукам при ТГУ М. С. Кузнецов защитил диссертацию «Деятельность Дальневосточной краевой партийной организации по осуществлению задач культурной революции (1928—1937)» на соискание ученой степени доктора исторических наук (официальные оппоненты — член-корр. АН СССР А. И. Крушанов, профессора Л. М. Зак и В. Г. Чуфаров; утверждено ВАК 4 октября 1974). Заведующий кафедрой истории КПСС ТГУ (1975—1987). После разделения кафедры с 9 июля 1987 г. заведовал кафедрой истории КПСС естественнонаучных факультетов (с 1991 — кафедра политической истории естественнонаучных факультетов). С 1 сентября 1993 г. — профессор кафедры истории России исторического факультета (с 1998 — кафедра истории и документоведения) исторического факультета ТГУ
Занимал должности заведующего кафедрой и профессора. Избирался в состав Томского горкома КПСС (1974). Работал председателем месткома ТГУ, секретарем партбюро кафедр общественных наук. Действительный член Академии гуманитарных наук (1996).
За мужество и героизм, проявленные во время Великой Отечественной войны, награждён орденом «Красной звезды» и медалью «За победу над Германией в Великой Отечественной войне 1941—1945 гг.».
Был женат на Тамаре Васильевне Черниковой (1922—2005), заслуженном враче РСФСР (1974). Их сын Сергей (род. 1943) — военнослужащий, полковник Внутренних войск РФ, заместитель председателя Томского областного спортивного общества «Динамо», почётный мастер спорта (1970).